# Arif Erdem
Arif Erdem (Isztambul, 1972. január 8. –), török válogatott labdarúgó, edző.
A török válogatott tagjaként részt vett az 1996-os és a 2000-es Európa-bajnokságon, a 2002-es világbajnokságon és a 2003-as konföderációs kupán.

## Sikerei, díjai
Galatasaray
- Török bajnok (7): 1992–93, 1993–94, 1996–97, 1997–98, 1998–99, 1999–2000, 2000–01
- Török kupagyőztes (5): 1992–93, 1995–96, 1998–99, 1999–2000, 2004–05
- Török szuperkupagyőztes (3): 1993, 1996, 1997
- UEFA-kupa győztes (1): 1999–2000
- UEFA-szuperkupa győztes (1): 2000

Fenerbahçe
- Török bajnok (1):2003–04

Törökország
- Világbajnoki bronzérmes (1): 2002